# Alfredo Barsanti
Alfredo Barsanti (* 1877; † 1946) war ein italienischer Kunsthändler in Rom.

## Leben
Barsanti ging schon als 15-Jähriger in die Lehre bei dem Kunsthändler Attilio Simonetti. Nach weiteren Lehrjahren bei dem Antikenhändler Eliseo Borghi in der Nähe des Palazzo Barberini, machte er sich selbständig, belieferte den amerikanischen Archäologen und Händler Edward Perry Warren in Boston und später John Marshall in New York. Er erwarb das Haus in der Via Sistina 48, früher bekannt als Casa Buti, oberhalb der Spanischen Treppe. Aus dem stattlichen Bau, der einst Piranesi, Thorvaldsen und Canova beherbergt hatte, schuf er eine der wichtigsten Kunsthandlungen Roms.
Das Ladenschild warb für Antiken, Antiquitäten, antiken Möbel, Gemälde, Bildhauerarbeiten aus Marmor und Bronze. Zu seinen Kunden zählten etwa die Museumsdirektoren Leo Planiscig aus Wien und Wilhelm von Bode aus Berlin, die Schriftstellerin und Archäologin Sara Yorke Stevenson, der schwedische König Gustav V., die Sammler Sigmund Freud, Albert Figdor, Gustav von Benda, Oscar Bondy, Johann II. von Liechtenstein, Karl Graf Lanckoroński, John Pierpont Morgan sowie Hermann Göring durch Vermittlung von Walter Andreas Hofer. J. Paul Getty begann 1939 seine Sammlerkarriere in der Galerie Barsanti.
1909 verkaufte er ein von Andrea Bregno 1491 gestaltetes Marmorrelief, das bis 1606 einen Altar in Alt-St. Peter zierte, dem Bankier John Pierpont Morgan, der es dem New Yorker Metropolitan Museum of Art schenkte. Eine von Agnolo Gaddi mit gemalte Darstellung der Dreifaltigkeit aus dem 14. Jahrhundert ging an den Florentiner Sammler Arnaldo Corsi und später gleichfalls nach Übersee.
In einem Rechtsstreit bestätigten drei Archäologen 1915 die Echtheit eines Bronzekopfes, den Barsanti im Mai 1912 dem Händler Giuseppe Sangiorgi verkauft hatte.
1914 verkaufte er ein antikes Relief mit Darstellungen der Mysterien von Eleusis, eine römische Kopie des Großen Eleusinischen Weihreliefs, an das Metropolitan Museum of Art.

## Sammlung
Alfredo Barsanti trug eine Sammlung von 110 kleinen Bronzeskulpturen der Renaissance zusammen. 1922 ließ er den wissenschaftlichen Katalog seiner Sammlung veröffentlichen. Autor war der bekannte Archäologe Ludwig Pollak. Die Einführung des Buches verfasste Wilhelm von Bode. Der Prachtband erschien in einer Auflage von 150 Exemplaren und war nur für einen ausgewählten Empfängerkreis bestimmt. Einer der in purpurnes Kalbsleder und Seide gebundenen Folianten wurde dem König Viktor Emanuel III. gewidmet, weitere Exemplare erhielten etwa Papst Pius XI. und Mussolini. Die Veröffentlichung führte zu einer unmittelbaren Reaktion des italienischen Staates, der den Verkauf und die Ausfuhr ins Ausland der als bedeutend eingestuften Sammlung verbot. Die Sammlung wurde 1934 auf Anregung von Marcello Visconti di Modrone, Podestà (Bürgermeister) von Mailand, mit Geldern Mailänder Geschäftsleute erworben und Mussolini geschenkt und in das Museum des Palazzo Venezia eingegliedert.